# Maria Margherita Szewczyk
Maria Margherita Szewczyk, al secolo Łucja Szewczyk (Szepetówka, 1828 – Nieszawa, 5 giugno 1905), è stata una religiosa polacca, fondatrice, insieme con padre Onorato da Biała, della congregazione delle Figlie della Beata Vergine Maria Addolorata; è stata proclamata beata nel 2013.